# Engenheiro Maia
Engenheiro Maia é um distrito do município brasileiro de Itaberá, no interior do estado de São Paulo.

## História

### Origem
O povoado que deu origem ao distrito se desenvolveu ao redor da estação ferroviária Engenheiro Maia, inaugurada pela Estrada de Ferro Sorocabana em 01/03/1909. O nome foi dado em homenagem ao engenheiro Alfredo Maia, superintendente da Sorocabana na época do início dos estudos para o prolongamento da ferrovia entre Itapetininga e Itararé.

### Formação administrativa
- Distrito policial de Engenheiro Maia criado em 02/02/1926, no município de Faxina (atual Itapeva)[3].
- Lei nº 1605 de 06/03/1996 - Dispõe sobre a criação do distrito de Engenheiro Maia, com território desmembrado do distrito sede de Itaberá[4].

### Pedido de emancipação
O distrito tentou a emancipação político-administrativa e ser elevado à município, através de processo que deu entrada na Assembléia Legislativa do Estado de São Paulo no ano de 1994, mas o processo encontra-se com a tramitação suspensa.

## Geografia

### Demografia

#### População urbana
| Crescimento população urbana | Crescimento população urbana | Crescimento população urbana | Crescimento população urbana |
| Censo                        | Pop.                         |                              | %±                           |
| ---------------------------- | ---------------------------- | ---------------------------- | ---------------------------- |
| 1991                         | 308                          |                              | —                            |
| 2000                         | 409                          |                              | 32,8%                        |
| 2010                         | 464                          |                              | 13,4%                        |
| Fonte: IBGE e Fundação SEADE |                              |                              |                              |

#### População total
Pelo Censo 2010 (IBGE) a população total do distrito era de 2 192 habitantes.

### Área territorial
A área territorial do distrito é de 206,877 km².

### Rodovias
O principal acesso ao distrito é a Rodovia Caminho Paulista das Tropas (SP-259) (sem asfalto).

## Serviços públicos

### Registro civil
Feito na sede do município, pois o distrito não possui Cartório de Registro Civil das Pessoas Naturais.

### Saneamento
O serviço de abastecimento de água é feito pela Companhia de Saneamento Básico do Estado de São Paulo (SABESP).

### Energia
A responsável pelo abastecimento de energia elétrica é a Neoenergia Elektro, antiga CESP.

## Religião
O Cristianismo se faz presente no distrito da seguinte forma:

### Igreja Católica
- A igreja faz parte da Diocese de Itapeva[16].

### Igrejas Evangélicas
- Congregação Cristã no Brasil[17].